# Калиновка (Сорокинський район)
Кали́новка (рос. Калиновка) — село у складі Сорокинського району Тюменської області, Росія.
Населення — 168 осіб (2010, 269 у 2002).
Національний склад станом на 2002 рік:
- мордва — 61 %
- росіяни — 32 %